# Miura spinosa
Miura spinosa är en ringmaskart som beskrevs av Blake 1993. Miura spinosa ingår som enda art i släktet Miura och familjen Nautiliniellidae. Inga underarter finns listade i Catalogue of Life.